# 郭跃华
郭跃华（1956年12月4日—），男，福建同安人，中国乒乓球运动员，曾五次获体育运动荣誉奖章。1981年和1983年连获第36和37届世界乒乓球锦标赛男子单打冠军。1980年和1982年第1和3届世界杯乒乓球赛男子单打冠军。

## 生平
郭跃华于1964年进入厦门业余体校学习。1971年入福建队。1977年被选入国家队，曾获得第34、35、37届世界乒乓球锦标赛男子团体冠军，第35届团体亚军，并获第34、35届男子单打亚军，第36届男子单打冠军、男子双打（与谢赛克合作）亚军，第37届男子单打、混合双打（与倪夏莲合作）冠军，第1、2届世界杯乒乓球赛单打冠军。1983年10月，郭跃华退役，1984年起任福建省体委副主任，同时是第六届全国人大代表。